# Maurice Charrier
Pour les articles homonymes, voir Charrier.
Maurice Charrier, né le 10 février 1949 à Avignon (Vaucluse), est un homme politique français, ancien maire de Vaulx-en-Velin. Ancien membre du Parti communiste français, il rejoint par la suite la Convention pour une alternative progressiste puis le Parti de gauche.

## Biographie
Il est maire de Vaulx-en-Velin à partir de 1985. Dans les années 1990, Vaulx est le symbole du mal des banlieues, avec notamment des scènes d'émeutes et de pillages ayant eu lieu après la mort d'un jeune de 21 ans dans le quartier Mas du Taureau,. Maurice Charrier veut donner une autre image de Vaulx que celle des violences et fait construire quelques années plus tard un planétarium, qui connaît un succès supérieur à celui attendu. En février 2002, il participe à un colloque de maires à Lyon qui s'inquiétent des critiques adressées à la politique de la ville après la publication d'un rapport de la Cour des comptes. Il défend un bilan positif des aides reçues, y voyant une « bouffée d'oxygène » qui a permis de passer d'une « politique réactive, fondée sur la démagogie [...] tout juste capable de faire retomber la fièvre, [...] à une politique globale de renouvellement urbain prenant en compte l'ensemble des maux dont souffrent les communes défavorisées ». Pour lui, « les résultats sont là, et tous les Vaudais désormais veulent qu'on leur donne ce qu'on a donné aux quartiers en grande difficulté ».
En 1991, il envoie une lettre à la fédération du Rhône du parti communiste pour annoncer qu'il démissionne des organismes dont il est membre. Il reproche un « flou » du parti communiste sur ses positions concernant l'international et concernant l'intérieur, estime notamment que les liens sont « devenus extrêmement faibles avec le mouvement social » et que le « centralisme » a « pris le pas sur la démocratie ».
En 2001, il est réélu en étant sur une liste réunissant le Parti socialiste et le Parti communiste. En 2008, il hésite à se représenter, mais finalement s'engage à nouveau, craignant que le Parti socialiste, qui brigue la mairie, n'évince les communistes,.
Il est réélu en mars 2008, mais annonce huit mois plus tard, en janvier 2009, à l'âge de 60 ans, sa démission du poste de maire de Vaulx au profit de son premier adjoint, Bernard Genin (PCF), à l'occasion d'un conseil municipal extraordinaire. Il conserve cependant un poste de conseiller municipal, et également sa vice-présidence au Grand Lyon.
En mai 2009, il a annoncé qu'il rejoignait le Parti de gauche.

## Mandats politiques
- Conseiller municipal de Vaulx-en-Velin (1977-1985)
- Maire de Vaulx-en-Velin du 16 décembre 1985 à avril 2009
- Conseiller général du Rhône de mars 1992 à mars 2004
- Vice-président de la Communauté urbaine de Lyon chargé de l’Urbanisme et de la Politique d’Aménagement du Territoire de janvier 2004 à 2014